# Bataille des Zouaoua
Guerre entre régence d'Alger et les Kabyles
Batailles
- Bataille des Issers (1519)
- Prise d'Alger (1520)
- Bataille de la Kalâa des Beni Abbès (1553)
- Bataille de M'Sila (1554)
- Bataille de la Kalâa des Beni Abbès (1559)
- Siège de la Kalâa des Beni Abbès (1590)
- Siège d'Alger (1598)
- Bataille de Guidjel (1638)
- Bataille de Aït Aïssi (1745)
- Bataille des Zouaoua (1746)
- Bataille des Aït Irathen (1754)
- Insurrection de Kabylie (1756)
- Bataille de Draâ El Mizan (1767)
- Bataille de Draâ El Mizan (1768)

La bataille des Zouaoua (ou des Aït Ouacif) ou l'expédition ottomane contre les Zouaoua est une bataille, qui a opposé, en 1746-7, les tribus Kabyles Zouaoua des Aït Betroun contre la régence d'Alger.
La bataille a eu lieu dans le territoire des Aït Ouacif, dans l'ancien marché de la tribu, Souk es-Sebt, entre une armée de la régence d'Alger, sous le commandement du Bey du Titteri, Mohammed Ben Ali, connu sous le nom de « ed-Debbah », et les Kabyles de la confédération des Zouaoua, précisément des Aït Betroun, c'est-à-dire les âarchs des Aït Ouacif, des Aït Yenni, des Aït Boudrar, des Aït Bou Akkach et des Aït Ou Belkacem. La bataille s'est finie par un fiasco meurtrier pour les Ottomans. Les Kabyles ont réussi à repousser l'attaque ottomane et sortirent victorieux.

## Contexte

### Conflit entre la régence et les Kabyles
Au milieu du xviiie siècle, un certain Mohammed Ben Ali, caïd de Sebaou, était sur le point de lancer des campagnes militaires contre les confédérations Kabyles des Aït Aïssi, Guechtoula et des Aït Sedka. Mohammed maria la fille de Si Ammar Ou Boukhetouch, de la famille des Aït Boukhtouch, fraction des Aït Ou el-Kadi, pour conclure une alliance avec sa famille et garder les tribus sous son influence, notamment les Aït Irathen et les Aït Fraoussen, neutres. Aussi, il dévélopait des relations avec la famille maraboutique des Sidi Ali Ou Moussa de la confédération des Mâatka, qui vont lui fournire de nombreux contingents pour ses futures campagnes militaires.
Après ces campagnes de la régence d'Alger, qui se sont terminées avec succès, Mohammed Ben Ali, devenu Bey du Titteri, s'attaqua à la confédération des Zouaoua proprement dits.

## Déroulement

### La bataille
Après un ou deux ans, c'est-à-dire en 1746-7, lorsque le calme est revenu dans la région, le Bey Mohammed décida de lancer une expédition contre la confédération des Zouaoua proprement dits, et précisément les Aït Betroun, qui, loin de reconnaître la puissance turque naissante, cherchait à la détruire par tous les moyens possibles.
Les forces numériques de la confédération des Zouaoua proprement dits sont inconnus, mais durant la conquête française, c'est-à-dire un siècle plus tard, elle était forte de 13,610 hommes en état de porter les armes et disposait 8,060 fusils, dont 8,320 hommes et 4,545 fusils appartenants aux Aït Betroun,. Ils avaient aussi la plus grande densité de population en Kabylie durant le xixe siècle et la moitié du xxe siècle,,.
Le Bey conduisait des troupes « imposantes » en passant par les Aït Sedka, et c'est lorsqu'il était allé camper en territoire ennemi que ses succès s’arrêtent, et la fortune, qui lui avait toujours été favorable, se tourna contre lui. Dès le lendemain, il fut encerclé et assailli par les montagnards, accourus pour défendre leur territoire menacé. Les guerriers de la tribu formèrent autour de son campement une série d'embuscades. Malgré la position défavorable du Bey, il combattit vaillamment ses ennemis et s'en sort à Asif Ou Ghendjour (la rivière du Nez) pour incendier et détruire un moulin, et se trouva tout à coup cerné par ses ennemis. Ses troupes, après un vigoureux combat, parvinrent à se faire passage, mais c'était un piège des Kabyles. Les Kabyles laissent Mohammed s’engager dans un chemin étroit bordé d’un précipice, puis, tout à coup, saisies de frayeur, les troupes ottomanes se débandèrent et s'enfuirent avec une telle précipitation, qu'à l'endroit où le passage se rétrécit, dix-sept hommes du goum et autant de chevaux trouvèrent la mort. Cet endroit depuis est appelé Tamda el-Makhzen (le trou du Makhzen).

Lorsqu le Bey vit que ses efforts étaient impuissants contre les Kabyles et qu’il était menacé de perdre toute son armée, il battit en retraite. Vaincu par les armes, le Bey, désespéré de son insuccès, essaya un subterfuge pour intimider ses adversaires. Il leur envoya une certaine quantité de pain blanc, avec promesse que, s’ils se soumettaient, ce pain deviendrait leur nourriture de chaque jour. Les Kabyles ont répondu :
« Reporte au bey son pain blanc, et répète-lui que nous préférons notre piment rouge, qui fait circuler le sang plus vif dans nos veines et nous donne plus d'ardeur encore pour combattre l'étranger. »
Selon une autre version similaire du récit, les Kabyles lui adressèrent des beignets saupoudrés de ce poivre rouge dont la force est proverbiale, eu accompagnant leur envoi de ces paroles :
« Ces aliments, recouverts d'une forte couche de poivre qui brûle notre sang lorsque nous les mangeons, ravivent notre ardeur guerrière, notre haine pour l'étranger et nous donnent la force nécessaire pour les exterminer. »
Lorsque le Bey perdit espoir, il demanda juste d'entrer le territoire de la tribu seul avec son cheval pour l'abreuver. Les membres de la tribu ont refusé, mais il obtint une outre remplie d'eau de Tala n Souk (la fontaine du marché), avec laquelle le cheval fut abreuvé.
Selon une autre histoire similaire à cette dernière, mais plus détaillée, des marabouts (saints) de la tribu ont annoncé à haute voix que le prophète était apparu à Bey Mohammed, lui ordonnant de donner son cheval à boire à Tala n Souk des Aït Ouacif. « Le bey viendra donc à cheval, ajoutent-ils, avec une faible escorte, et au nom du prophète nous lui devons bon accueil. » Sur ce, gros émoi et tumulte dans la tribu. « Non, le bey ne violera pas notre territoire, s’écrie le plus grand nombre. — Voulez-vous que le prophète vous maudisse? — Le prophète ne nous maudira point ; qu’ordonne-t-il ? Que le cheval de Mohammed boive à notre fontaine ; eh bien ! le cheval boira. » et une députation des Aït Ouacif alla chercher le cheval, l’amena boire et le reconduisit vers son maître, sans laisser le Bey et son escorte mettre leurs pieds sur leur territoire.

### Conséquences
Selon Hugh Roberts, c'étaient les Aït Betroun qui ont donné l'exemple dans le Djurdjura en définissant l'attitude à prendre face à l'ambition de la Régence d'Alger de soumettre la région, car à la suite de cette victoire, qui a donné de l'espoir aux autres tribus Kabyles, la révolte commença partout en Kabylie durant les années à venir. Aussi, leurs voisins, comme les Aït Irathen, qui étaient neutres, renoncèrent à leur neutralité, ce qui a conduit à la victoire d'une coalition des Zouaoua et des Aït Irathen la décennie prochaine chez ces derniers. Les Iflissen Lebhar et les Aït Djennad se révoltèrent dans la Kabylie maritime en 1753, et les Iflissen Oumellil, les Guechtoula et les Aït Sedka s'étaient aussi révoltés en 1756 et ont même détruit le Bordj turc de Boghni et tué le caïd imposé, qui était étranger à la tribu, et la vaste confédération des Iflissen Oumellil a refusé de payer l'impôt, ce qui provoqua deux batailles contre les turcs en 1767 et 1768, dans lesquelles ils sortirent victorieux,.
Ces révoltes des tribus Kabyles affaibliront l'autorité de la régence d'Alger en Kabylie.
La régence d'Alger ne fera jamais face à la confédération des Zouaoua les armes à la main, ni à celle des Aït Irathen après 1754, à cause des deux défaites humiliantes contre eux. Les Zouaoua, les Aït Irathen et leurs alliés demeurent indépendants, ne payent aucun impôt et nommaient leurs propres chefs.